# Mika Riipi
Mika Kristian Riipi, född 22 mars 1975 i Sodankylä, är en finländsk politiker (Centern). Han är ledamot av Finlands riksdag sedan 2024 och hon representerar Lapplands valkrets. Katri Kulmuni blev invald i Europaparlamentet 2024 och Riipi ersätter henne i riksdagen.
I riksdagsvalet 2023 blev Riipi suppleant i Lapplands valkrets med 2 221 röster.